# Basílio Lipkivski
Basílio (em ucraniano:  Василь, em russo:  Василий; nascido: Vasil Kostiantinoviche Lipkivski, em ucraniano:  Васи́ль Костянти́нович Липкі́вський, em russo:  Васи́лий Константи́нович Липко́вский; 7 (19, conforme o calendário gregoriano) de março de 1864, Vila de Pudnia, Raion de Uman, Gubernia de Kiev, Império Russo - 27 de novembro de 1937, Kiev, Oblast de Kiev, RSS da Ucrânia, URSS) foi um religioso ucraniano, presbítero da Igreja ortodoxa Russa, bispo, fundador, ideólogo e primeiro primaz da não canônica Igreja Ortodoxa Autocéfala Ucraniana, com o título "Metropolita de Kiev e Toda a Ucrânia" (1921-1927). Durante seu serviço como metropolita, ele fez grandes esforços para desenvolver o Igreja Ortodoxa Autocéfala Ucraniana. Fez visitas a mais de 400 paróquias, onde se encontrava com os fiéis e pregava. Ele fez numerosas traduções para o ucraniano de literatura litúrgica e religiosa.

Aos 73 anos, ele foi baleado pela troika do NKVD. O local exato do enterro é desconhecido (uma cruz comemorativa simbólica foi erguida no cemitério de Lukianovka em Kiev). Em 1989, foi reabilitado "por falta de corpo de delito". Por decisão do III Sobor da Igreja Ortodoxa Autocéfala Ucraniana, foi canonizado em 27 de novembro de 1997 como santo mártir. 